# 苯乙炔亚铜
苯乙炔亚铜是一种有机铜化合物，化学式为{C8H5Cu}n。它可由苯乙炔和二氨合铜(I)盐反应制得。它可以和三乙基膦反应，得到(C2H5)3PCuC≡CPh（Ph=C6H5）。它和一种膦配体L（L=Ph2PCH2(CH2OCH2)2CH2PPh2）反应，可以得到亮黄色的Cu4(C≡CPh)4L2。